# Rauma, Finlanda
Rauma este o comună din Finlanda.

## Patrimoniu mondial UNESCO
Vechiul nucleu al orașului Rauma a fost înscris în anul 1991 pe lista patrimoniului cultural mondial UNESCO.

## Diverse
Orașul este cunoscut și pentru echipa de hochei pe gheață din SM-Liiga Lukko Rauma.